# 와다촌 (후쿠이현 오이군)
와다촌(和田村)은 후쿠이현 오이군에 설치되었던 촌이다. 현재의 다카하마정 동부에 해당한다.